# عبدالرزاق بغایری

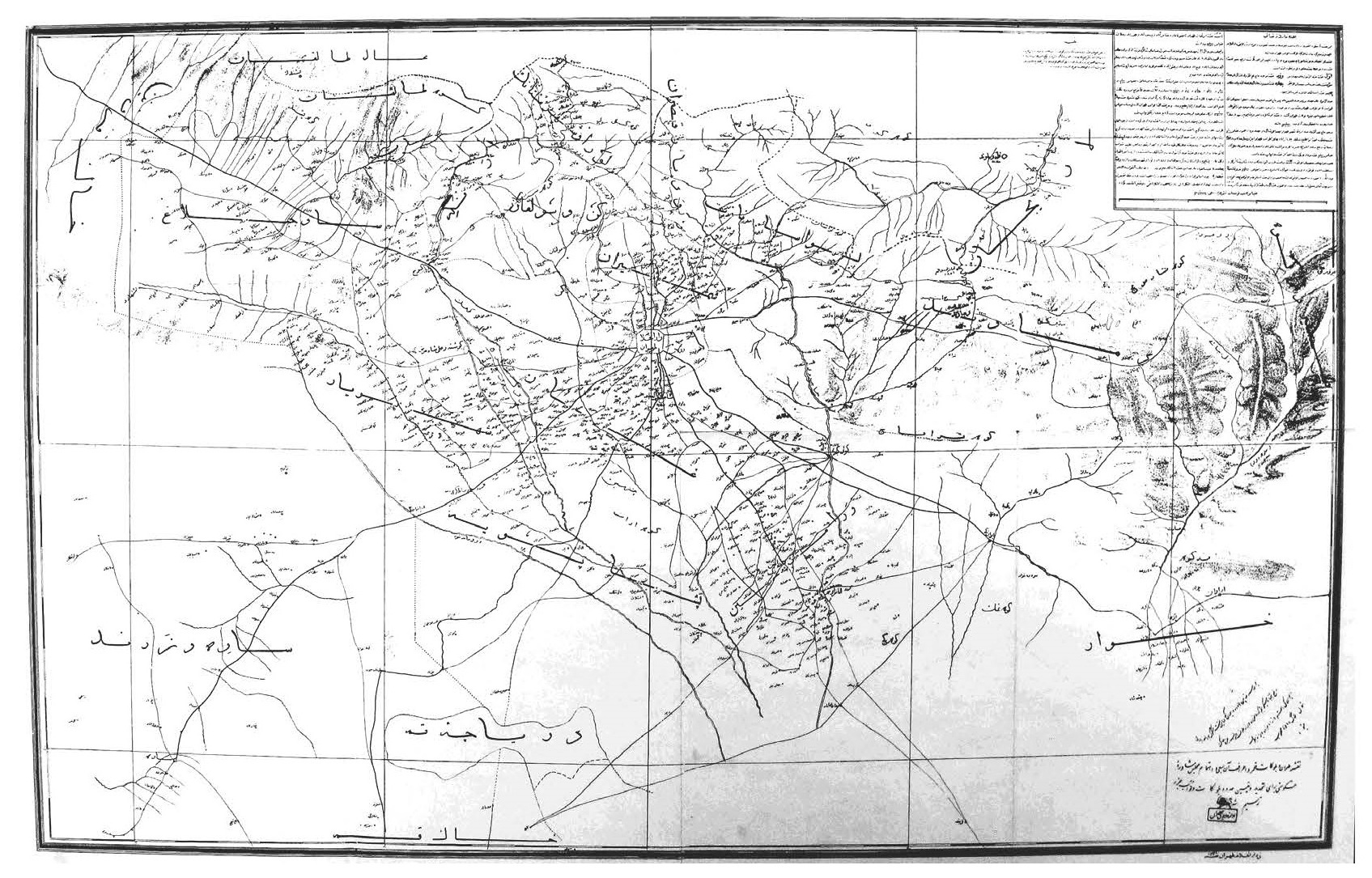
نقشهٔ تهران و اطراف، ترسیم عبدالرزاق مهندس بغایری، ۱۳۲۸ق

عبدالرزاق بغایری معروف به عبدالرزاق‌خان مهندس بغایری (۱۲۴۸ – ۱۳۳۲ خورشیدی) از استادان ریاضی و مهندسی در دانشگاه دارالفنون بود. وی از پیشگامان معاصر فن نقشه‌برداری و علم جغرافیا در ایران است و واگویی نام او به هر دو شکل بَغایری و بُغایری درست است. وی از طایفه بغایری و از دراویش گنابادی بود
او در اصفهان زاده شد و پس از آن به تهران رفت. تحصیلات اولیه را نزد پدر آموخت و آن‌گاه وارد دارالفنون شد و پس از شش سال در رشتهٔ مهندسی فارغ‌التحصیل گردید. او در دارالفنون از شاگردان نجم‌الدوله بود. وی در آنجا در رشته‌های ریاضیات و ستاره شناسی و مهندسی و نقشه‌برداری تحصیل کرد.

پس از پایان تحصیل، به تدریس ریاضیات و جغرافیا در آن مدرسه اشتغال ورزید. در ضمن، در مدرسه علوم سیاسی وزارت خارجه نیز، از همان اوان برپایی، تدریس جغرافیا و هیئت می‌کرد. بغایری در تعیین خطوط مرزی و نقشه‌برداری از مرزهای ایران مأموریت داشته‌است.
بغایری در بالاترین درجهٔ نظامی خود، به سرتیپی رسید. سرانجام، وی در ۸۴ سالگی در ۱۹ اردیبهشت ۱۳۳۲ درگذشت، و چون شوهر دختر میرزا محمدحسین فروغی _ یعنی شوهرخواهر محمدعلی فروغی _ بود، جنازه‌اش را در گورستان ابن بابویه، در مقبرهٔ خانوادگی فروغی، به خاک سپردند.
از کارهای او ترسیم نقشهٔ ایران، تعیین «انحراف قبله»، تهیه «نقشهٔ پنج قارهٔ عالم»، «نقشهٔ تهران» و ساختن قطب‌نمای قبله‌نمارا می‌توان نام برد. از نوشته‌های اوست: «اصول علم جغرافیا»، «معرفةالقبله»، «ما مهندس داریم».
بغایری علاوه بر تحصیل دانش مهندسی و ریاضی، ذوق بسیاری در فنون مختلف هنری مثل صحافی و نقاشی (سیاه‌قلم و رنگ روغن)، ریخته‌گری و ساختن انواع گل کاغذی و امثال آن داشت و حتی گاهی شعر می‌سرود. اما فعالیت اصلی او در کنار تدریس و پرداختن به امور فرهنگی، اشتغال به مهندسی و نقشه‌کشی بود. او غیر از نقشه ایران که پیشتر دربارهٔ آن گفته شد، به سفارش دولت یا اشخاص نقشه‌های بسیاری ترسیم کرد، از جمله نقشه محله اختیاریه که اولین نقشه مستقل وی بود، نقشه خیابان لاله‌زار به سفارش ناصرالدین شاه به سبک شانزه لیزه پاریس، نقشه شهر قوچان جدید نظیر عشق‌آباد، نقشه شهر تهران به همراه محلات آن بر اساس کارهای ۱۴ ساله خودش و نقشه‌هایی که پیش تر ترسیم شده بود، نقشه محله دولت در جواب ناصرالملک نایب السلطنه برای اثبات اینکه مهندسان ایرانی می‌توانند بدون کمک اروپاییان نقشه‌هایی در مقیاس بزرگ تهیه کنند، نقشه مسیر آب جمشیدآباد- تهران ونیز نقشه رستم‌آباد و عباس‌آباد به سفارش  نجم‌السلطنه، مادر  دکتر مصدق.